# Rzav (wieś)
Rzav (cyr. Рзав) – wieś w Bośni i Hercegowinie, w Republice Serbskiej, w gminie Višegrad. W 2013 roku liczyła 110 mieszkańców.